# Alter do Chão
Alter do Chão est une municipalité (en portugais : concelho ou município) du Portugal, située dans le district de Portalegre et la région de l'Alentejo.

## Géographie
Alter do Chão est limitrophe :
- au nord, de Crato,
- au sud-est, de Monforte,
- au sud, de Fronteira,
- au sud-ouest, de Aviz,
- à l'ouest, de Ponte de Sor.

## Démographie
| 1801  | 1849  | 1900  | 1930   | 1960  | 1981  | 1991  | 2001  | 2004  |
| ----- | ----- | ----- | ------ | ----- | ----- | ----- | ----- | ----- |
| 1 325 | 4 178 | 7 797 | 10 471 | 8 383 | 4 963 | 4 441 | 3 938 | 3 666 |

| 2006  | 2011  | 2021  | - | - | - | - | - | - |
| ----- | ----- | ----- | - | - | - | - | - | - |
| 3 553 | 3 562 | 3 044 | - | - | - | - | - | - |

## Subdivisions
La municipalité de Alter do Chão groupe 4 freguesias :
- Alter do Chão
- Chancelaria
- Cunheira
- Seda

La ville héberge le haras de naissance des chevaux de lignée Alter Real•

## Histoire
L'origine d'Alter do Chão remonte à une colonie romaine, fondée à partir d'une agglomération de l'âge du fer à Alter Pedroso. Alter do Chão provient probablement d′Abelterium, une ville romaine mentionnée dans l′Itinéraire d'Antonin le Pieux. 
Sous le règne du roi Sanche II, l'évêque du diocèse de Guarda, D. Vicente, proposa de « restaurer et peupler Alter » et lui accorda sa première charte en 1232. Dans le but d'encourager la colonisation, le roi Alphonse III l'a fait reconstruire et lui a même accordé une nouvelle charte en 1249. 
En 1359, le roi Pierre Ier fit construire le château actuel et confirma ses privilèges antérieurs par une nouvelle charte. À partir du XVIe siècle, les bâtiments qui subsistent témoignent de la vitalité et de l'importance qu'a prises la ville. 

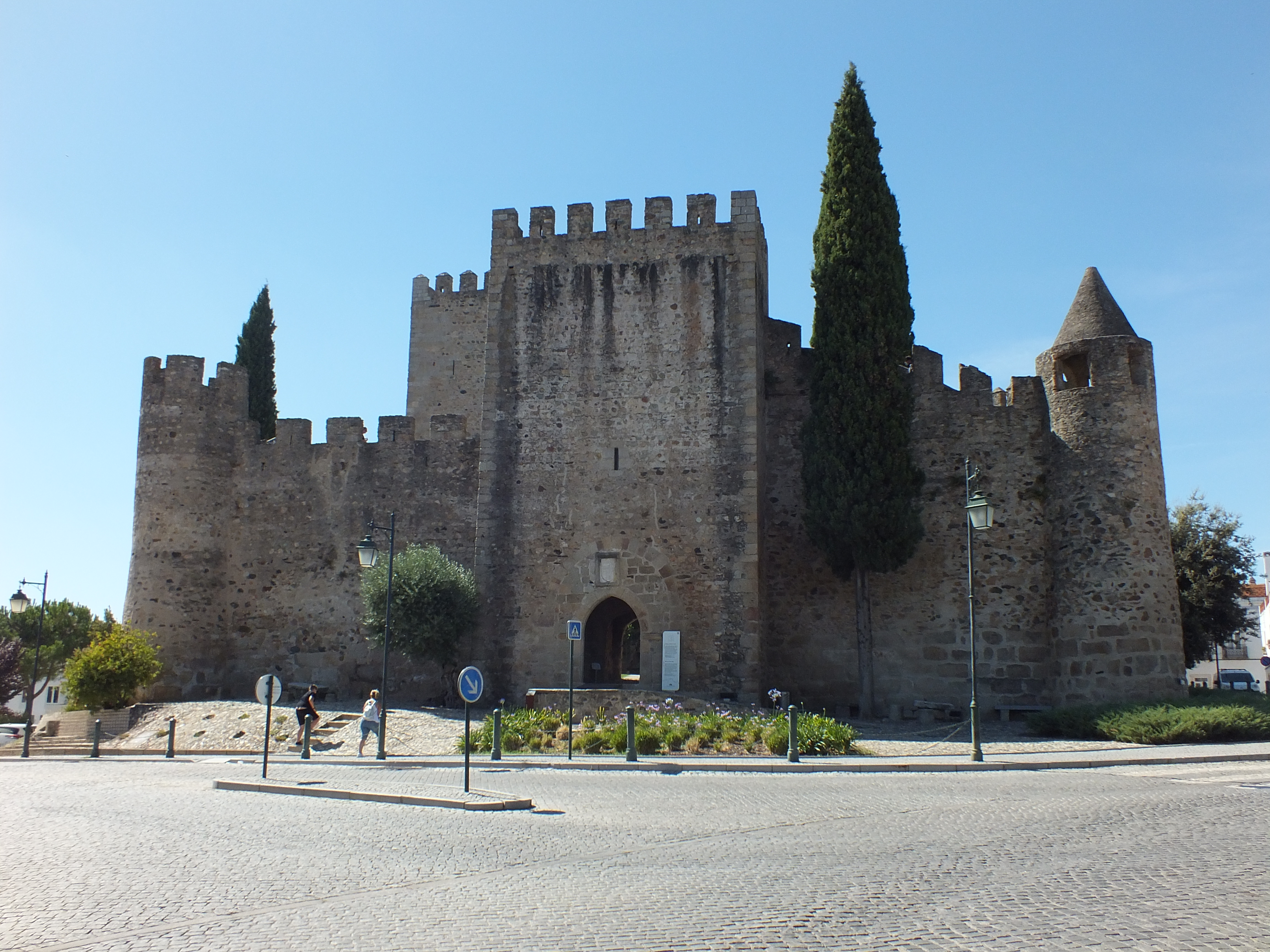
Le château d'Alter do Chão, représentatif de l'architecture médiévale du XVIe siècle.
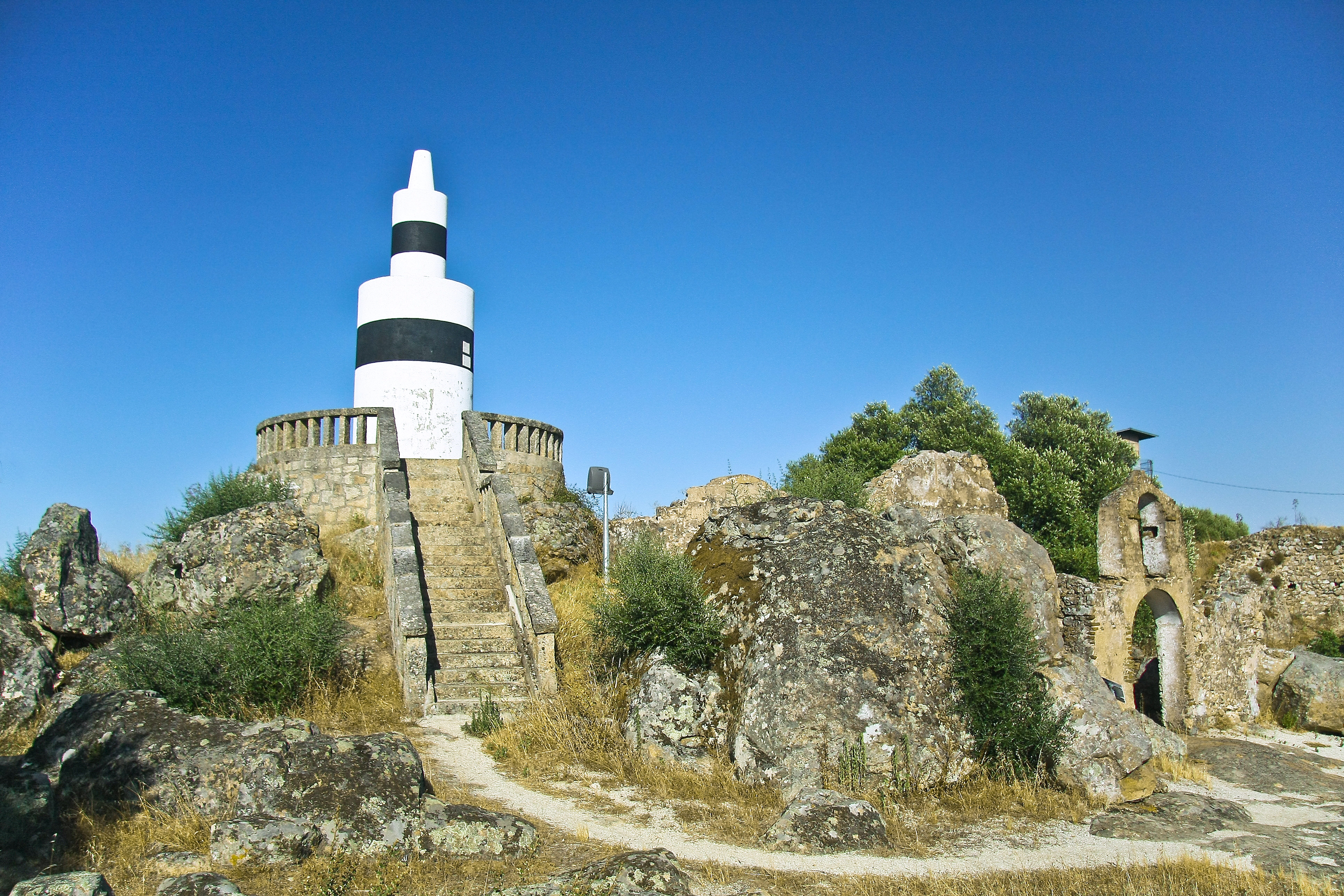
Ruines du château d'Alter Pedroso faisant partie de la ligne de défense de l'Alentejo lors de la guerre de Restauration.
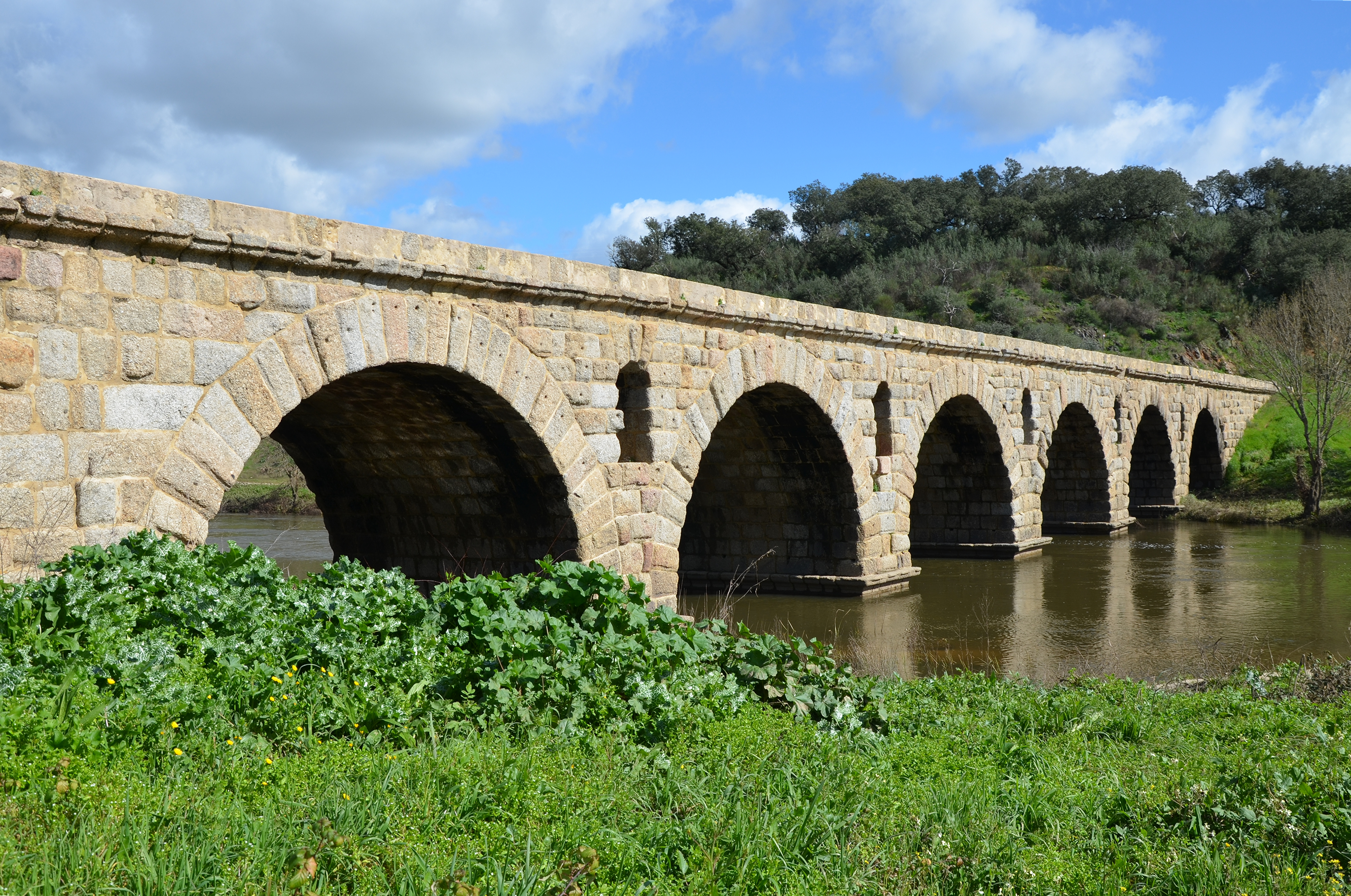
Pont romain de Vila Formosa près de Seda.